# Parafia św. Józefa Robotnika w Kunach
Parafia Świętego Józefa Robotnika w Kunach – rzymskokatolicka parafia położona w północnej części gminy Władysławów. Administracyjnie należy do dekanatu kościeleckiego (diecezja włocławska). Zamieszkiwana przez 850 wiernych.

## Proboszczowie
- ks. Krzysztof Hyblewski (1998–2019)
- ks. Ryszard Kokoszka (2019–2023)
- ks. Marcin Figiel (od 2023)[1]

## Kościoły
kościół parafialny: Kościół św. Józefa Robotnika w Kunach

## Historia
17 lutego 1981 roku parafia św. Michała Archanioła w Russocicach otrzymała zezwolenie na budowę świątyni filialnej w Kunach. 11 lipca 1982 roku biskup włocławski Jan Zaręba poświęcił i wmurował kamień węgielny. 1 maja 1983 roku w kościele, zbudowanym według projektu Aleksandra Holasa, celebrowana była pierwsza Msza św.
Samodzielna parafia została erygowana 7 października 1998 roku przez ordynariusza włocławskiego biskupa Bronisława Dembowskiego. Początkowo włączona w skład dekanatu konińskiego I, a 2 lutego 2015 roku przeniesiona do dekanatu kościeleckiego.

## Informacje ogólne
W skład granic administracyjnych parafii wchodzą:
- gmina Władysławów
  - Kuny
  - Olesin
  - Piorunów

Odpusty parafialne:
- 1 maja – wspomnienie św. Józefa Rzemieślnika